# Emerson Palmieri
Emerson Palmieri dos Santos (Santos, 3 de agosto de 1994) é um futebolista brasileiro (jus soli) e italiano (jus sanguinis) que atua como lateral-esquerdo. Atualmente joga no West Ham.
Em junho de 2023, ao conquistar a Liga Conferência Europa, tornou-se o o primeiro futebolista a conquistar todas as competições da UEFA por clubes.

## Carreira

### Santos
Um dos destaques das categorias de base do Santos, Emerson foi promovido ao time principal em 2011, fazendo a sua estreia no dia 17 de abril, contra o Paulista de Jundiaí, pelo Paulistão. Porém, ainda continuou atuando pelo time Sub-20. Em 2013, foi campeão da Copa São Paulo de Futebol Júnior, e posteriormente, ganhou espaço na equipe principal, comandada por Muricy Ramalho.
No dia 4 de setembro de 2013, numa derrota por 2 a 1 para o Atlético Paranaense na Vila Capanema, válida pelo Campeonato Brasileiro, Emerson entrou aos 33 minutos do segundo tempo para substituir Leo na lateral-esquerda, e logo aos 42 minutos, marcou o único gol santista.
Com a mudança de posição de Leo para o meio-campo e com as frequentes convocações do chileno Eugenio Mena, dono da camisa 3 santista, Emerson virou opção para a lateral-esquerda.

### Palermo
No dia 22 de agosto de 2014, Emerson foi emprestado por um ano para a equipe do Palermo, da Itália.

### Retorno ao Santos
Em 22 de julho de 2015, após período de empréstimo ao Palermo, Emerson retornou ao Santos. Porém, logo retornou a Itália, para atuar pela Roma.

### Roma
Em 31 de agosto de 2015, Emerson acertou com o Roma, da Itália, por empréstimo de uma temporada. No dia 5 de dezembro de 2016, o jogador foi comprado por € 2 milhões (aproximadamente R$ 7,4 milhões).

### Chelsea
Em 30 de janeiro de 2018, assinou por quatro anos e meio com o Chelsea, onde recebeu a camisa 33.
Emerson nunca se firmou como um titular no Chelsea, fez 71 jogos no total em três temporadas. Sua melhor campanha foi o título da Liga Europa de 2018/19, jogando na maioria das partidas.

### Lyon
O Lyon anunciou a chegada de Emerson Palmieri em 19 de agosto de 2022, que pertence ao Chelsea e assinou por empréstimo com os Gones. Segundo informou o Lyon, a negociação teve custo de 500 mil euros (R$ 3,1 milhões) aos cofres do time francês pela cessão de uma temporada.
Na única temporada que  Emerson Palmieri foi emprestado ao Lyon ele participou de 36 partidas em todas as competições com um gol e duas assistências.

### West Ham
Emerson acertou com o West Ham em 23 de agosto de 2022, foi anunciado oficialmente pelos Hammers. O time de Londres não divulgou os valores, porém a imprensa britânica diz que o West Ham pagou cerca de  13 milhões de libras (R$ 78 mi), podendo pagar mais 2 milhões de libras (R$ 12 mi) em bônus. Emerson assinou contrato até junho de 2026, podendo ser estendido por mais um ano.

## Seleção Italiana
Emerson Palmieri foi um dos 26 convocados pelo técnico Roberto Mancini para a disputa da Eurocopa 2020.

## Estatísticas
Atualizadas até 12 de março de 2023

### Clubes
| Clube    | Temporada | Campeonato nacional | Campeonato nacional | Campeonato nacional | Copas nacionais[a] | Copas nacionais[a] | Copas nacionais[a] | Competições continentais[b] | Competições continentais[b] | Competições continentais[b] | Outros torneios[c] | Outros torneios[c] | Outros torneios[c] | Total | Total | Total   |
| Clube    | Temporada | Jogos               | Gols                | Assist.             | Jogos              | Gols               | Assist.            | Jogos                       | Gols                        | Assist.                     | Jogos              | Gols               | Assist.            | Jogos | Gols  | Assist. |
| -------- | --------- | ------------------- | ------------------- | ------------------- | ------------------ | ------------------ | ------------------ | --------------------------- | --------------------------- | --------------------------- | ------------------ | ------------------ | ------------------ | ----- | ----- | ------- |
| Santos   | 2011      | 0                   | 0                   | 0                   | 0                  | 0                  | 0                  | 0                           | 0                           | 0                           | 1                  | 0                  | 0                  | 1     | 0     | 0       |
| Santos   | 2012      | 1                   | 0                   | 0                   | 0                  | 0                  | 0                  | 0                           | 0                           | 0                           | 3                  | 0                  | 0                  | 4     | 0     | 0       |
| Santos   | 2013      | 14                  | 1                   | 2                   | 1                  | 0                  | 0                  | 0                           | 0                           | 0                           | 2                  | 0                  | 0                  | 17    | 1     | 2       |
| Santos   | 2014      | 3                   | 0                   | 1                   | 2                  | 0                  | 0                  | 0                           | 0                           | 0                           | 6                  | 2                  | 1                  | 11    | 2     | 2       |
| Santos   | Total     | 18                  | 1                   | 3                   | 3                  | 0                  | 0                  | 0                           | 0                           | 0                           | 12                 | 2                  | 1                  | 33    | 3     | 4       |
| Palermo  | 2014–15   | 9                   | 0                   | 0                   | 0                  | 0                  | 0                  | 0                           | 0                           | 0                           | 0                  | 0                  | 0                  | 9     | 0     | 0       |
| Palermo  | Total     | 9                   | 0                   | 0                   | 0                  | 0                  | 0                  | 0                           | 0                           | 0                           | 0                  | 0                  | 0                  | 9     | 0     | 0       |
| Roma     | 2015–16   | 8                   | 1                   | 0                   | 1                  | 0                  | 0                  | 0                           | 0                           | 0                           | 0                  | 0                  | 0                  | 9     | 1     | 0       |
| Roma     | 2016–17   | 25                  | 0                   | 1                   | 4                  | 0                  | 0                  | 7                           | 1                           | 0                           | 0                  | 0                  | 0                  | 36    | 1     | 1       |
| Roma     | 2017–18   | 1                   | 0                   | 0                   | 1                  | 0                  | 0                  | 0                           | 0                           | 0                           | 0                  | 0                  | 0                  | 2     | 0     | 0       |
| Roma     | Total     | 34                  | 1                   | 1                   | 6                  | 0                  | 0                  | 7                           | 1                           | 0                           | 0                  | 0                  | 0                  | 47    | 2     | 1       |
| Chelsea  | 2017–18   | 5                   | 0                   | 1                   | 2                  | 0                  | 1                  | 0                           | 0                           | 0                           | 0                  | 0                  | 0                  | 7     | 0     | 2       |
| Chelsea  | 2018–19   | 10                  | 0                   | 0                   | 6                  | 1                  | 1                  | 11                          | 0                           | 2                           | 0                  | 0                  | 0                  | 27    | 1     | 3       |
| Chelsea  | 2019–20   | 15                  | 0                   | 0                   | 2                  | 0                  | 0                  | 3                           | 0                           | 1                           | 1                  | 0                  | 0                  | 21    | 0     | 1       |
| Chelsea  | 2020–21   | 2                   | 0                   | 0                   | 7                  | 0                  | 0                  | 6                           | 1                           | 0                           | 0                  | 0                  | 0                  | 15    | 1     | 0       |
| Chelsea  | 2021–22   | 1                   | 0                   | 0                   | 0                  | 0                  | 0                  | 0                           | 0                           | 0                           | 0                  | 0                  | 0                  | 1     | 0     | 0       |
| Chelsea  | 2022–23   | 0                   | 0                   | 0                   | 0                  | 0                  | 0                  | 0                           | 0                           | 0                           | 0                  | 0                  | 0                  | 0     | 0     | 0       |
| Chelsea  | Total     | 33                  | 0                   | 1                   | 17                 | 1                  | 2                  | 20                          | 1                           | 3                           | 1                  | 0                  | 0                  | 71    | 2     | 6       |
| Lyon     | 2021–22   | 29                  | 1                   | 2                   | 0                  | 0                  | 0                  | 7                           | 0                           | 0                           | 0                  | 0                  | 0                  | 36    | 1     | 2       |
| Lyon     | Total     | 29                  | 1                   | 2                   | 0                  | 0                  | 0                  | 7                           | 0                           | 0                           | 0                  | 0                  | 0                  | 36    | 1     | 2       |
| West Ham | 2022–23   | 14                  | 1                   | 0                   | 4                  | 1                  | 1                  | 5                           | 1                           | 1                           | 0                  | 0                  | 0                  | 23    | 2     | 2       |
| West Ham | Total     | 14                  | 1                   | 0                   | 4                  | 1                  | 1                  | 5                           | 1                           | 1                           | 0                  | 0                  | 0                  | 23    | 2     | 2       |

- a. ^ Jogos da Copa do Brasil e Copa da Itália
- b. ^ Jogos da Liga dos Campeões da Europa e Liga Europa
- c. ^ Jogos da Campeonato Paulista, Amistosos e Supercopa da UEFA

## Títulos
Santos
- Campeonato Paulista: 2011 e 2012
- Copa São Paulo de Futebol Júnior: 2013

Chelsea
- Copa da Inglaterra: 2017–18
- Liga Europa da UEFA: 2018–19
- Liga dos Campeões da UEFA: 2020–21
- Supercopa da UEFA: 2021

West Ham
- Liga Conferência Europa da UEFA: 2022–23

Seleção Brasileira Sub-17
- Campeonato Sul-Americano Sub-17: 2011

Seleção Italiana
- Eurocopa: 2020